# Daletice
Daletice es un municipio del distrito de Sabinov en la región de Prešov, Eslovaquia, con una población estimada a final del año 2024 de 95 habitantes.
Se encuentra ubicado en el centro-oeste de la región, en el valle del río Torysa (cuenca hidrográfica del río Tisza).

## Demografía
| Año        | 1994 | 2004     | 2014 | 2024 |
| ---------- | ---- | -------- | ---- | ---- |
| Población  | 121  | 100      | 100  | 95   |
| Diferencia |      | −17,35 % | +0 % | −5 % |

| Año        | 2023 | 2024 |
| ---------- | ---- | ---- |
| Población  | 95   | 95   |
| Diferencia |      | +0 % |